# Hemmersuppenalm
Die Hemmersuppenalm ist ein großes Almgebiet im Forst Reit im Winkl in der Gemeinde Reit im Winkl.
Die Hemmersuppenalm gliedert sich in Untere und Obere Hemmersuppenalm. Zahlreiche Kaser auf der Alm stehen unter Denkmalschutz und sind in die Bayerische Denkmalliste eingetragen.

## Namensherkunft
Der Name der Hemmersuppenalm leitet sich vom Weißen Germer ab, der lokal Hemmer genannt wird. Die Pflanze ist giftig und wird auch vom Vieh nicht gefressen. Besonders gut gedeiht der Weiße Germer in feuchten, sumpfigen Abschnitten auf der Alm, die auch als Suppe bezeichnet werden. Daraus entstand die Hemmersuppenalm.

## Heutige Nutzung
Die Hemmersuppenalm ist bestoßen, die Hindenburghütte und der Sulznerkaser sind bewirtet.

## Lage
Die Hemmersuppenalm befindet sich in den Chiemgauer Alpen unterhalb vom Farrenleitenkopf auf einer Höhe von 1130 m ü. NN bis 1300 m ü. NN.